# Зуфер Авдија
Зуфер Авдија (Приштина, 1. октобар 1959) српско-израелски је кошаркашки тренер и бивши кошаркаш. Играо је на позицији крилног центра. Његов син Дени такође је кошаркаш.
Са 17 година почео је да игра кошарку у родној Приштини, у Електрокосову, а већ пет година касније био је репрезентативац и са Југославијом је освојио бронзану медаљу на Светском првенству у Колумбији.
У Црвену звезду је дошао из Друге лиге као релативно непознат играч. 
Највећи део кошаркашке каријере провео је у Црвеној звезди, у којој је једно време био и капитен клуба. Данас живи и ради као тренер у Израелу. Са репрезентацијом Југославије освојио је бронзану медаљу на Светском првенству 1982.
Авдија није крио жељу да му син обуче дрес репрезентације Србије, али је због виших интереса Израел постао дефинитиван избор.

## Успеси

### Репрезентативни
- Светско првенство: 
  -  1982.

- Медитеранске игре: 
  -  1983.